# 강하일상
《강하일상》(江河日上)은 2024년 방송되었던 중국의 드라마이다.

## 등장 인물
- 황지중 (黄志忠) - 정한장 역
- 메이팅 - 샤오쉬에 역
- 강무 - 치엔치 역
- 장궈창 - 랴오위정 역
- 소가 (苏可) - 리우겅예 역
- 이창 (李强) - 리즈핑 역
- 조량 (赵亮) - 주티엔차이 역
- 궈샤오팅 - 쑤나 역
- 조기 (赵麒) - 옌저 역
- 두원 (杜源) - 왕청 역